# Xenofrea griseocincta
Xenofrea griseocincta là một loài bọ cánh cứng trong họ Cerambycidae.